# Panenka běloprsá
Panenka běloprsá, známá také jako amadina běloprsá (Heteromunia pectoralis), je druh astrildovitého ptáka obývající sever Austrálie. Často je chována jako okrasný pták, podobně jako mnoho jiných zástupců téže čeledi. Ve volné přírodě se živí ovocem, bobulemi, popřípadě malým hmyzem. Při hnízdění staví samci hnízdo, do kterého pak samička naklade okolo pěti vajec, vzácně i více.
V zajetí jsou vhodné směsi pro drobné exotické ptactvo. Jsou vhodné do voliérového chovu a pokud je to nutné, snesou v jedné voliéře i jiné druhy ptáků.

## Výskyt
Vyskytují se převážně na severu Austrálie, východně až do severozápadního Queenslandu, na západ po řeku Fitzroy. Žije v travnatých porostech při řekách a vodních plochách. Při delším období sucha se stahují k pobřeží. V době hnízdění žijí v párech, po vyhnízdění v menších skupinkách. Do větších hejn se sdružují pouze nepravidelně.

## Vzhled
Panenka běloprsá je pták menšího vzrůstu s lehkou konstrukcí. Mají středně dlouhý a široký zobák, který je většinou ve tmavě barvě. Oči perlovitého tvaru, černé. Má zvláště velké pařáty, které jsou ne´měrné velikosti zbytku těla. Co se zbarvení týče, pak je samec lehce odlišitelný od samice, ale mimo to jsou stejně velcí i těžcí.

### Zbarvení
Samec má stříbrošedý hřbet a černošedý ocas. Uzdička, brada a hrdlo černé s drobnými bílými tečkami. Spodní část těla má hnědou barvu a na bocích je znatelné bílé páskování. Vole má zvláštní bílé perlování. Zobák tmavý, většinou v šedé nebo tmavě hnědé barvě.
Samice jsou zbarveny podobně, pouze na hrdle a vrchní části prsou mají bílé proužky. Mláďata jsou celkově šedohnědá, na břiše světlejší. Zobák je černohnědý.

## Chov
Panenky běloprsé jsou populární klecoví ptáci i v Česku, přestože jsou poměrně finančně náročné na chov. Jednou z jejich výhod je ale i nenáročnost pro začínající chovatele a fakt, že se snesou i s jinými druhy pěvců.
V zajetí by měla být hlavní složkou jejich potravy směs pro drobné exotické ptáky. Jako občasný doplněk, hlavně době hnízdění, se hodí vaječná míchanice, ale jen ve velmi malém množství. V době krmení mláďat jsou vhodné i larvy plesnivce obilného.
Co se týká hnízdění, pak je vhodné umístit jeden pár do bednových klecí. Samec postaví hnízdo, které mu samice schválí, pokud chovný samec ale hnízdo nestaví nebo to neumí, je nutné postavit mu umělé. Pak přichází na řadu "svatební tanec". Později samice snese poměrně velkou snůšku; okolo pěti vajec. Během dne se střídá samec i samice na zahřívání. Mláďata se běžně líhnou asi po 14 dnech. Panenky běloprsé se o svá mláďata umí postarat a většinou není nutné shánět náhradní chůvu.